# El Tumbador
El Tumbador è un comune del Guatemala facente parte del dipartimento di San Marcos.